# The Absolute Game
The Absolute Game är ett album med punkbandet The Skids från 1980.

## Låtlista
1. Circus Games
2. Out of Town
3. Goodbye Civilian
4. The Children Saw the Shame
5. A Woman in Winter
6. Hurry On Boys
7. Happy to Be With You
8. The Devils Decade
9. One Decree
10. Arena
11. Iona (Endast nytryck)